# Gary Johnson (politicus)
Gary Earl Johnson (Minot (North Dakota), 1 januari 1953) is een Amerikaans ondernemer en politicus.
Van 1995 tot 2003 was Gary Johnson namens de Republikeinse Partij gouverneur van de staat New Mexico. Op 21 april 2011 kondigde Johnson aan deel te nemen aan de Republikeinse voorverkiezingen voor het presidentschap. Omdat hij niet werd toegelaten om deel te nemen aan verschillende politieke debatten, besloot hij op 28 december 2011 zich in de race te gooien als kandidaat voor de nominatie van de Libertarische Partij. Hij sleepte de nominatie op 5 mei 2012 in de wacht. Zijn running mate was rechter James Polin Gray van Californië. Het duo haalde 1.0 procent van het totaal aantal stemmen, maar won in geen enkele staat.
Op 6 januari 2016 kondigde Johnson aan opnieuw deel te gaan nemen aan de presidentsverkiezingen. Op 18 mei benoemde Johnson Bill Weld, voormalig gouverneur van de staat Massachusetts, als zijn running mate. Op 29 mei 2016 ontving Johnson de nominatie van de Libertarische Partij. Tijdens de Amerikaanse presidentsverkiezingen 2016 behaalde Johnson 3.28% van de stemmen, wat de grootste overwinning ooit was voor de Libertarische Partij, na in 2012 slechts 1.0% van de stemmen te hebben behaald. Ondanks circa 2/61 deel van de stemmen, dat is circa 1/30 deel van de stemmen, werden in 2016 0 van de 538 kiesmannen verworven, in plaats van 17 of 18. Na de verkiezingen heeft Johnson aangekondigd zich niet meer verkiesbaar te stellen in toekomstige verkiezingen.
Gary Johnson staat bekend om zijn libertarische standpunten. Hij is een voorstander van lage belastingen en is fiscaal conservatief. Als gouverneur van New Mexico bracht hij de begroting in evenwicht, onder andere door veelvuldig gebruik te maken van zijn vetorecht. Gedurende zijn tweede termijn legde hij zich toe op de hervorming van leerrechten en streed hij voor de decriminalisatie van cannabis en verzette hij zich tegen de War on Drugs.
Johnson is erg sportief; hij doet aan triatlon en wielersport en beklom de Mount Everest in 2003. Hij heeft ook de extreem uitdagende Bataan Memorial Death March door de woestijn gelopen. Johnson onthoudt zich van druggebruik, cafeïne, alcohol en sommige suikerproducten.